# Movistar Fútbol
Movistar Fútbol fue un canal de televisión por suscripción español propiedad de Telefónica, que transmitía partidos de dos de las cinco grandes ligas europeas: Serie A y Ligue 1. Estaba disponible en exclusiva en Movistar+, y contaba con otras dos señales auxiliares (Movistar Fútbol 1–2), para partidos disputados simultáneamente.

## Historia
El canal inició sus emisiones el 1 de febrero de 2007, sustituyendo a «Canal+ Deportes 1». El canal dedicado exclusivamente al fútbol, comenzó emitiendo partidos de algunos de los principales campeonatos de liga internacionales, además de partidos de clasificación para las fases finales de selecciones UEFA. A partir del 1 de agosto de 2016, el canal pasó a denominarse «Movistar Fútbol». La sustitución de la marca Canal +, vino encuadrada dentro de la transición en la identidad visual de los canales propios de la plataforma Movistar+.
El 9 de agosto de 2018, el canal pasó a ser exclusivo para los clientes no residenciales de la plataforma, como réplica de los contenidos emitidos por el canal Movistar Liga de Campeones para particulares. Mediada la temporada 2018/19, el 7 de marzo de 2019, el canal regresó para particulares, para cubrir la Ligue 1 de Francia y la Serie A italiana, tras haber adquirido los derechos de las mismas a Mediapro. Finalmente a mediados de abril de 2019, el canal dejó de emitir desapareciendo semanas después en IPTV y el 10 de mayo de 2019 en satélite, trasladando su contenido a #Vamos y a Movistar Liga de Campeones y sus señales auxiliares. El canal volvió a aparecer en satélite hasta su completa desaparición el 7 de agosto de 2019, siendo substituido por #Vamos Bar.